# Trâu Murrah

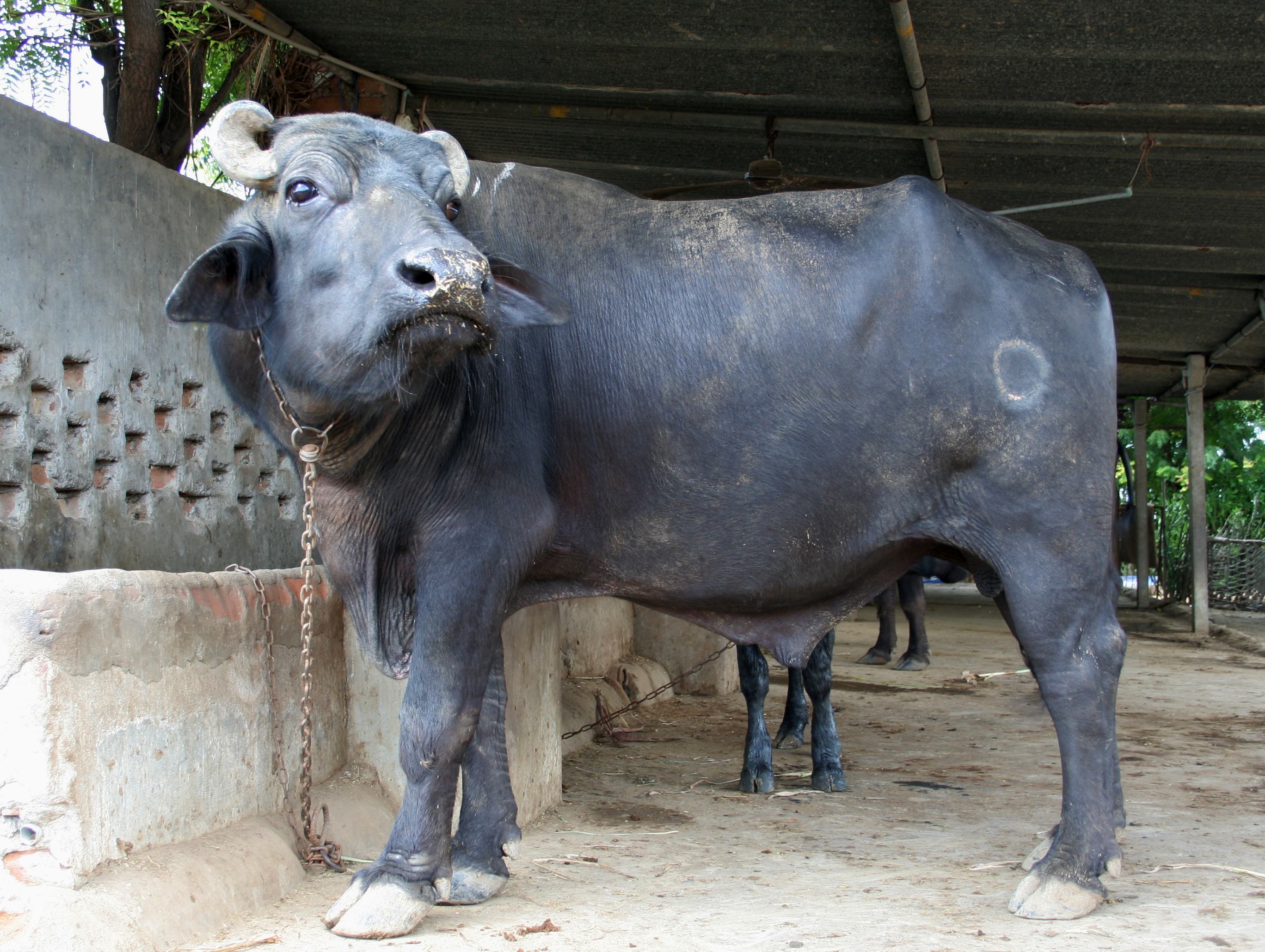
Một con trâu Murrah

Trâu Murrah (phát âm tiếng Việt: Trâu Mu-ra) hay còn gọi là trâu Ấn Độ là một giống trâu có nguồn gốc từ Ấn Độ, đây là một giống trâu chuyên chăn nuôi để lấy sữa. Chúng còn có tên là trâu Dehli tên trung tâm của giống trâu này. Trâu Murrah có sừng xoắn khác với trâu thường có sừng vòng cung, đây cũng là giống trâu cho nhiều sữa, một con trâu Murrah ở Ấn có thể cho đến 3.000 lít sữa/năm. Hiện Ấn Độ cũng đã lai tạo được một giống trâu siêu chủng là trâu Nili-Ravi.
Trâu Murrah với những đặc điểm nổi trội là một giống trâu cao sản, đây là một trong những giống vật nuôi đáng tự hào của Ấn Độ. Ở Việt Nam, giống trâu Murrah được biết đến thông qua mối quan hệ hữu hảo giữa Việt Nam và Ấn Độ. Chính phủ Ấn Độ từng tặng một đợt lớn trâu Murrah cho nhân dân Việt Nam để gây giống, sau đó Thủ tướng Ấn Độ cũng tặng riêng 15 con trâu Murrah cho thủ tướng Phạm Văn Đồng, người có công chăm sóc, gây giống đàn trâu Murrah ở Việt Nam gắn với tên tuổi của anh hùng lao động Hồ Giáo.

## Đặc điểm
Trâu Murrah thuộc giống trâu có tầm vóc to lớn, chúng có sừng đặc biệt và khả năng cho sữa tốt. Tuy to lớn nhưng trâu Murrah không thích hợp cho cầy kéo và chịu nóng kém hơn trâu đầm lầy.

### Ngoại hình

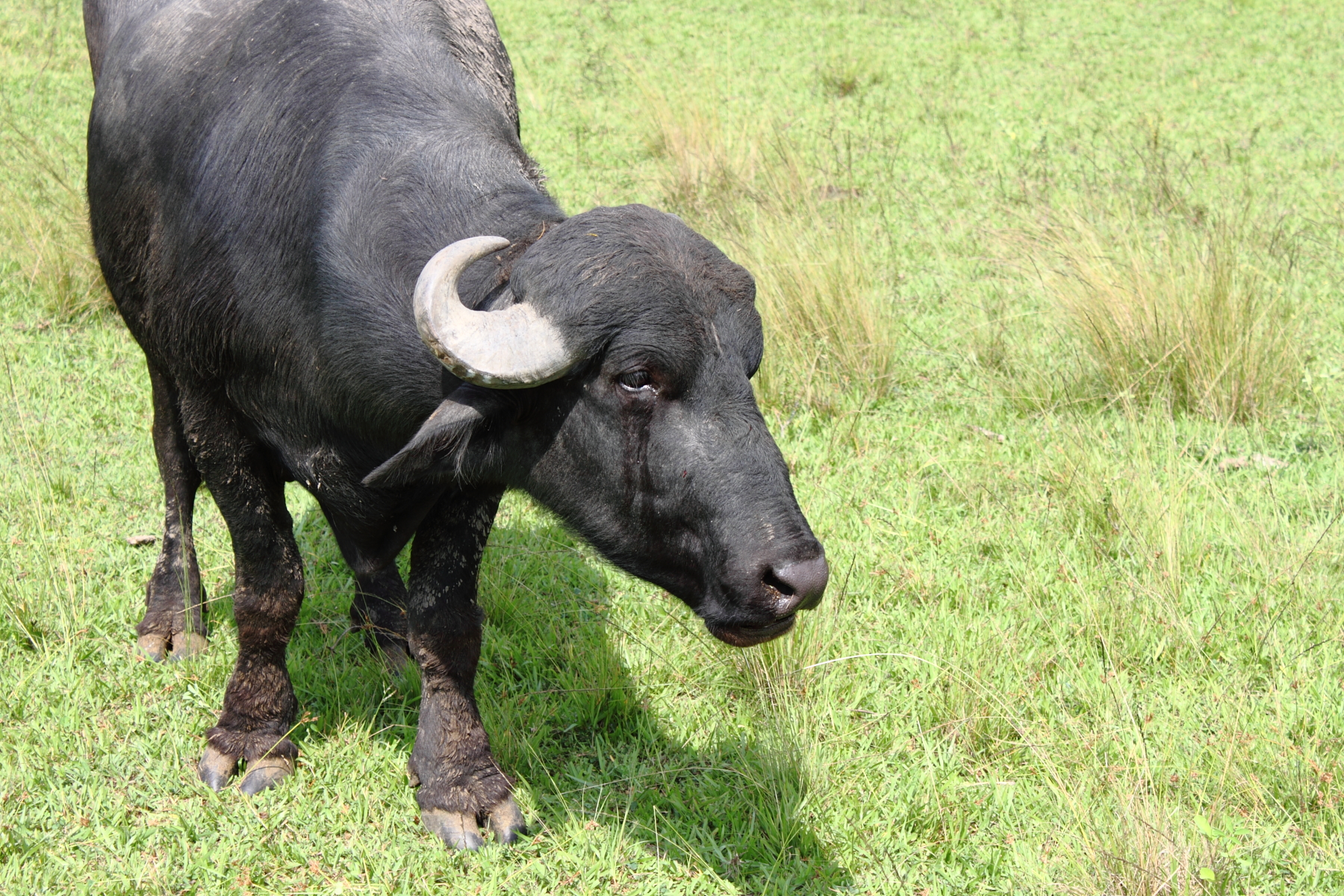
Trâu Murrah

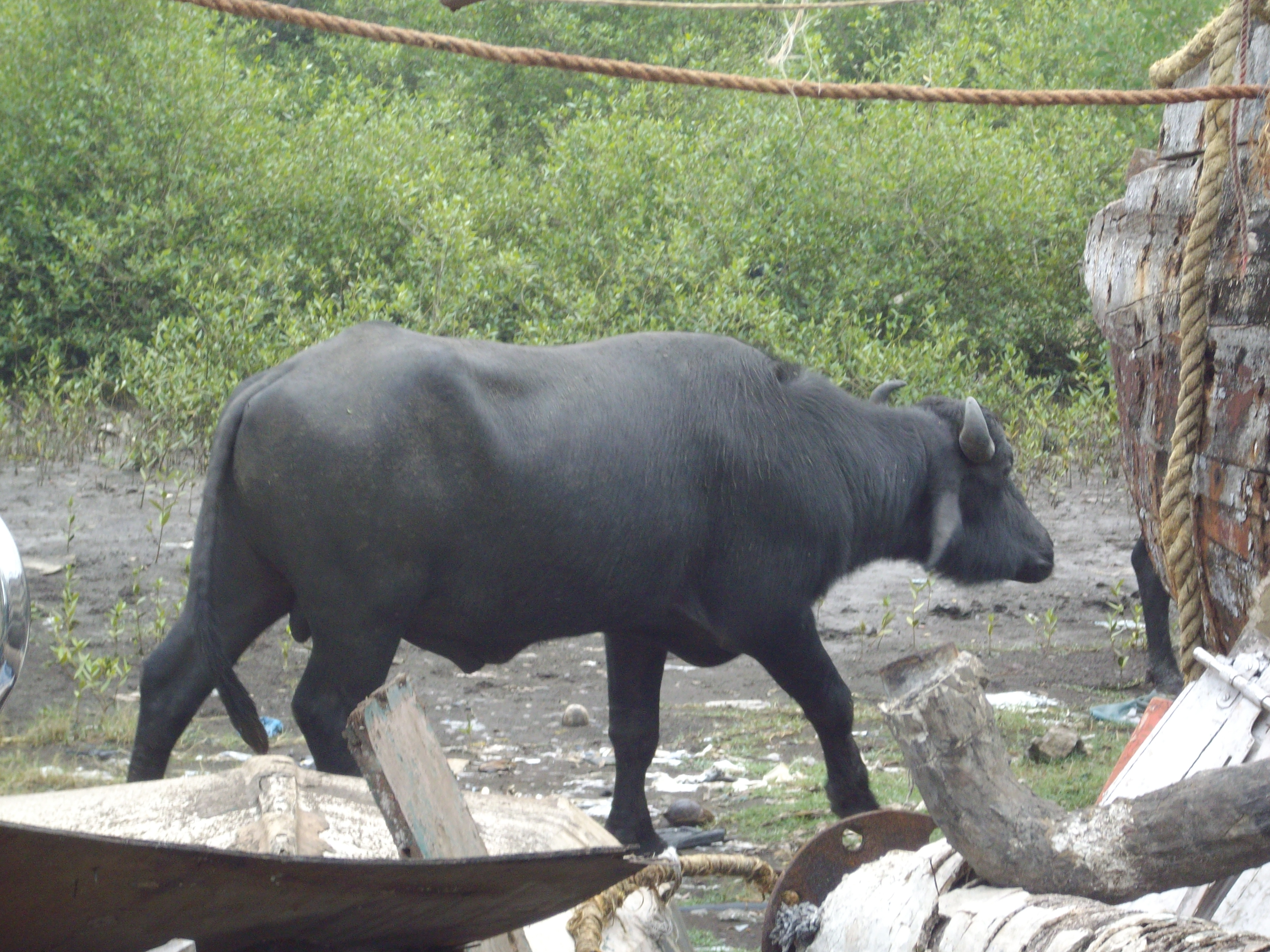
Trâu Murrah ở Mumbai

Trâu đực trưởng thành có khối lượng từ 650–730 kg/con, có thể năng tới 1000 kg, chiều cao trung bình của trâu là 142 cm. Trâu cái từ 350–400 kg/con, có thể tới 900 kg, chiều cao trung bình 133 cm. Nghé sơ sinh nặng 30 kg/con. Chúng có trọng lượng thịt cao hơn so với giống trâu bản địa ở Việt Nam từ 50 đến 70 kg/con. Trâu Murrah thường có da và lông màu đen tuyền, da mỏng, mềm mại, nhẵn bóng, có lông thưa, ở cuối đuôi có chòm lông màu trắng sát với chân, có một tỷ lệ thấp màu xám nâu hoặc xám nâu vàng, rất ít khi có trâu trắng.
Phần đầu: Đặc điểm nổi bật và rõ nét nhất của trâu Murrah là sừng ngắn, quay ra sau và lên trên sau đó vòng vào trong thành hình xoắn ốc, mặt sừng phẳng. Đầu trâu đực thô kệch và nặng nề, đầu con cái thì tương đối nhỏ, cân đối. Trán rộng và hơi gồ, mặt cân đối, lỗ mũi rộng, mắt trâu đực không lồi lắm, nhưng mắt con cái thì lồi, nhanh nhẹn và sáng. Tai trâu bé, mỏng và rủ xuống. Cổ trâu đực thô và mập, cổ trâu cái dài, mảnh.
Phần thân: Ngực trâu to, rộng, không có yếm. Trâu đực có phần thân trước nặng, phần sau nhẹ, trâu cái thì phần thân trước nhẹ và hẹp, phần thân sau nặng và rộng tạo thành hình cái nêm. Lưng rộng, dài và thon về phía đầu. Xương sườn rất tròn, núm rốn nhỏ, không có u bướu. Con đực có bắp chân khỏe, gần như thẳng, nhưng con cái thì chân hơi cong để tạo khoảng rộng cho bầu vú. Đuôi dài, mảnh, dễ vận động. Con cái có bầu vú phát triển, các tĩnh mạch vú nổi rõ, núm vú dài và cách xa nhau, cân đối, dễ nắm để vắt sữa và sữa xuống dễ dàng.

### Nội tạng
Cơ quan tiêu hóa của trâu Murrah có một quá trình tiêu hóa đặc biệt, chúng có khả năng tiêu hóa nhiều loại cỏ và sản phẩm phụ của trồng trọt có tỷ lệ xơ cao, kể cả những sản phẩm mà gia súc khác từ chối, điều này có liên quan đến hệ vi sinh vật trong dạ dày trước của nó. Dạ dày trâu gồm có 4 phần: dạ cỏ, dạ tổ ong, dạ lá sách (thường được gọi là dạ dày trước) và dạ múi khế (gọi là dạ dày thực, có chức năng tương tự dạ dày đơn). Đối với dạ cỏ kích thước của nó tùy thuộc vào từng giai đoạn, giai đoạn còn non thì dạ cỏ rất bé thậm chí còn bé hơn cả dạ tổ ong, nhưng khi trưởng thành thì dạ cỏ cũng phát triển theo cùng với quá trình tiêu hóa thức ăn thô, chúng chiếm 70–80% dung tích của toàn bộ dạ dày.
Quá trình mà thức ăn từ dạ dày trước được ợ lên miệng và được nghiền, trộn lẩn với nước bọt và nuốt xuống lần thứ hai. Quá trình nhai lại có tác dụng tăng khả năng tiêu hóa, sự nhai lại xuất hiện sau khi nghé sinh ra từ 25–45 ngày. Sự nhai lại phụ thuộc vào thời gian và chu kỳ, giống, độ tuổi – giới tính. Quá trình tiêu hóa có rất nhiều khí được sinh ra (chủ yếu là CO2, CH4) tích lũy ở một mức nào đó và được thải ra.
Trong dạ cỏ của trâu có một lượng lớn vi sinh vật sống vi khuẩn, động vật nguyên sinh (protozoa), nhờ có chúng mà trâu có thể ăn thức ăn thô một cách dễ dàng, vi khuẩn: có nguồn gốc từ thực vật, số lượng và thành phần phụ thuộc và loại thức ăn, tỉ lệ các loại vi khuẩn với nhau…Cầu khuẩn, khuẩn propionic, khuẩn saccaromyces có tác dụng tiêu hóa gluxid protozoa; là loại vi sinh vật có nguồn gốc từ động vật, chúng có nhiều ở dạ lá sạ và dạ tổ ong, có hai loại: có tiêm mao và không có tiêm mao (có tiên mao)

### Cơ quan sinh dục
Cơ quan sinh dục của trâu Murrah có nhiều nét tương đồng như của bò, kích thước tinh hoàn của trâu chỉ bằng ½ so với bò đực cùng thể trọng. Trâu Murrah ở Ấn Độ thì tinh hoàn ở trong bìu dái từ lúc mới đẻ. Dương vật của trâu đực hình ống và nhỏ dần về phía đầu, nó có ít tổ chức làm cương nở, độ dài dương vật trung bình khoảng 83,5 cm, cơ quan sinh dục phụ của trâu phát triển kém hơn so với bò, nhưng tuyến cowper lại dài tuy bề rộng không lớn. Còn đối với trâu cái thì âm đạo có nhiều cơ, thẳng và sừng tử cung thì uốn nhiều hơn so với bò, buồng trứng của trâu thì khác hẳn so với bò về hình thù, kích thước và trọng lượng.

## Tập tính
Trâu Murrah có dấu hiệu động dục đầu tiên trung bình lúc 30 tháng tuổi. Trâu Murrah Ấn Độ là giống trâu ăn khỏe, chúng chủ yếu ăn các loại thức ăn thô từ phụ phẩm của ngành trồng trọt như rơm, cỏ, thân lá đậu tương, khoai lang và ngô kể cả đọt mía non, bột mì (sắn). Đây là giống trâu khỏe, trọng lượng lớn, sức bền cao, tuy nhiên, khả năng chịu kham khổ, chịu rét cũng như độ thuần không tốt bằng một số giống trâu khác và tuy to lớn nhưng trâu Murrah không thích hợp cho cầy kéo và chịu nóng kém hơn trâu đầm lầy. Mặc dù vậy chúng cũng khỏe, trâu này kéo cày rất tuyệt, mỗi ngày cày được 3–4 sào trong khi trâu nội chỉ cày 2 sào
Trâu Murrah ăn những loại thức ăn xanh thô các cây cỏ xanh là nguồn thức ăn chủ yếu của trâu chúng chếm từ 70–80% nhu cầu về thức ăn, thức ăn xanh bao gồm các loại thức ăn tươi xanh, ủ xanh, rơm, cỏ khô củ quả và thức ăn chứa nhiều nước khác. Mỗi ngày trâu Murrah có thể ăn từ 13–15 kg cỏ. Thức ăn tươi xanh có nhiều chất dinh dưỡng cho cơ thể như protein, vitamin, khoáng thức ăn xanh rất phong phú về thành phần cũng như giá trị. Các loại thức ăn xanh sử dụng cho trâu như cỏ voi, cỏ xu đăng, cây ngô,… cỏ khô có tác dụng làm thức ăn dự trữ cho trâu về mùa đông, nó góp phần cải thiện nguồn thức ăn khan hiếm về mùa đong cho trâu. Rơm là phế phụ phẩm từ nông nghiệp ngư cây lúa, cây mì, cây mạch.
Thức ăn ủ xanh có tác dụng tốt cho sức khỏe trâu. Thức ăn củ quả: củ quả có đầy đủ thành phần các chất dinh dưỡng là khoai, sắn và bí đỏ. Thức ăn tinh là thức ăn có giá trị năng lượng trao đổi và đơn vị thức ăn cao gồm các phụ phẩm của công nông nghiệp như cám, khô dầu thức ăn men thức ăn phụ phẩm công nghiệp là những phụ phẩm công nghiệp được làm thức ăn cho trâu có giá trị dinh dưỡng cao đạc biệt là hàm lượng protein. Các loại bã bột, bã bia, bã hoa quả ép, rỉ mật. Chúng có thể ăn thức ăn động vật giàu protein như bột sữa, bột cá. Thức ăn khoáng gồm khoáng đa lượng và khoáng vi lượng. Vitamin tuy có hàm lượng không cao trong cơ thể nhưng chúng cũng có vai trò rất quan trọng.

## Sinh trưởng
Trâu đực có khả năng giao phối lúc 3 năm tuổi, thời gian sử dụng tốt là 4–5 năm, tuy nhiên có thể tới hai chục năm nhưng tính hăng và kết quả phối giống sẽ giảm dần khi đực giống về già. Một con trâu đực có thể sử dụng phối giống trực tiếp cho 30–50 trâu cái, nhưng tỷ lệ ghép thích hợp là 1 đực 20 cái, tối đa không quá 30 cái. Mỗi lần phóng tinh trâu đực xuất 2,5–3ml tinh dịch, hoạt lực 70–80%, nồng độ 0,8–1 tỷ/ml. Tần số phối giống tốt là 2–3 lần trong một tuần, nếu nhiều hơn thì phẩm chất tinh sẽ kém và tỷ lệ thụ thai thấp hơn. Trâu đực không có chu kỳ tính dục nhưng phẩm chất tinh dịch cũng phần nào bị ảnh hưởng bởi mùa vụ, phẩm chất tinh trâu tốt nhất vào mùa thu so với các mùa khác do ảnh hưởng của thức ăn tốt trong mùa mưa.
Trâu cái có tuổi động dục lần đầu lúc 3 tuổi, lúc đó khối lượng cơ thế mới đạt 70–75% khối lượng lúc trưởng thành. Tuổi đẻ lứa đầu cua trâu là khoảng 4 tuổi, khối lượng cơ thể đạt 80–85% khối lượng lúc trưởng thành. Chu kỳ động dục của trâu 21–22 ngày, thời gian động dục (tính thời gian chịu đực) là 15–20 giờ và thời điểm phối giống cho kết quả đậu thai cao là gần với thời điểm kết thúc chịu đực. Thời gian mang thai của trâu sông có thời gian mang thai 305 ngày. Thời gian động dục lại sau khi đẻ 6 tháng, dẫn đến nhịp đẻ thường 3 năm 2 nghé hoặc 2 năm 1 nghé. Trâu là động vật đơn thai, rất ít trường hợp sinh đôi (dưới 1%).
Khó khăn lớn nhất trong việc nâng cao khả năng sinh sản của trâu cái là phát hiện động dục và phối giống có chửa. Chu kỳ động dục của trâu dao động khá lớn, từ 15–35 ngày. Các phương pháp phát hiện động dục thông qua các triệu chứng chưa được khẳng định chắc chắn. Tin cậy nhất vẫn là dùng trâu đực thí tình. Điều này đã gây nhiều phiền phức cho việc áp dụng rộng rãi kỹ thuật thụ tinh nhân tạo trâu. Sự sinh sản của trâu mang tính mùa vụ khá rõ rệt thường tập trung vào tháng 7–8 trong năm, trâu động dục tập trung vào mùa thu đông, còn mùa hè nóng nực thì tỷ lệ động dục rất thấp. Tỉ lệ đẻ đối với trâu Murrah đạt từ 40%–50% tùy vào kỹ thuật nuôi
Đặc điểm cơ bản của sinh trưởng trâu là quy luật phát triển theo giai đoạn. Sinh trưởng theo giai đoạn của từng bộ phận, từng hệ thống. Tính giai đoạn còn thể hiện trong hoạt động của các tuyến nội tiết và do nhiều yếu tố tác động như trao đổi chất, dinh dưỡng, môi trường. Sinh trưởng của trâu có thể chia làm hai giai đoạn chính: Giai đoạn bào thai (trong cơ thể mẹ) và giai đoạn sau bào thai (ngoài cơ thể mẹ). Giai đoạn sau bào thai lại chia làm hai thời kỳ: thời kỳ bú sữa và thời kỳ sau cai sữa. Sự tăng trưởng ở giai đoạn bào thai chịu ảnh hưởng nhiều của mẹ, còn ở giai đoạn sau bào thai thì chịu ảnh hưởng của tính di truyền nhiều hơn trong mối tương tác với điều kiện ngoại cảnh, vì cơ thể và môi trường là một khối lượng nhất.
Nhìn chung sinh trưởng theo giai đoạn có liên quan mật thiết với sự phát triển của các bộ phận cơ thể: giai đoạn đầu, xương phát triển mạnh nhất, sau đó đến thịt và mỡ, giai đoạn tiếp theo, thịt phát triển mạnh sau đó đến xương và mỡ, còn giai đoạn sau thì mỡ phát triển mạnh nhất sau đó đến thịt và xương. Sinh trưởng ở giai đoạn sau bào thai của trâu có thể được chia ra bốn pha về mặt kích thước: năm thứ nhất chiều cao, năm thứ hai chiều dài và rộng, năm thứ 3 chiều rộng, năm thứ 4 chiều sâu và rộng.
Sinh trưởng của trâu chịu ảnh hưởng của yếu tố di truyền, mức độ dinh dưỡng, quản lý chăm sóc, tính biệt, thời tiết, mùa vụ,... Hiểu biết được đặc điểm, quy luật phát triển theo giai đoạn và các yếu tố ảnh hưởng đến sinh trưởng có ý nghĩa quan trọng đôi với ngươi chăn nuôi trong sản xuất để có biện pháp tác động tốt nhất vào các yếu tố trong từng giai đoạn phát triển của trâu, nhằm thu được năng suất và hiệu quả kinh tế cao nhất. Tốc độ sinh trưởng của trâu phụ thuộc vào chế độ nuôi dưỡng, điều kiện chăm sóc và yếu tố giống. 

## Cho sữa

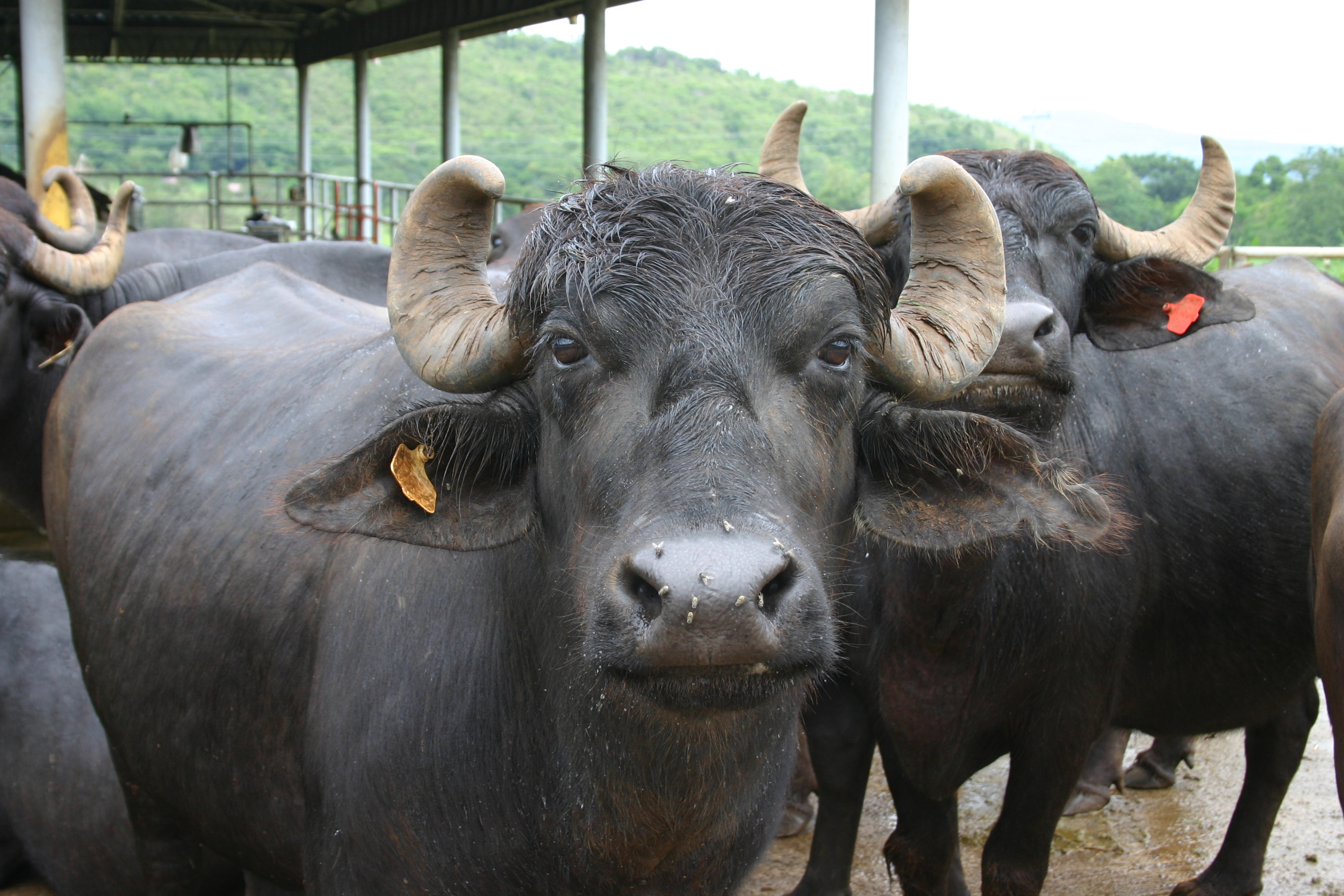
Một con trâu Murrah

Giống trâu sữa Murrahh của Ấn Độ sản xuất một lượng sữa cao. Nhờ khả năng cho sữa cao nên trâu Murrah được nuôi ở nhiều vùng khác nhau của Ấn Độ và được xuất khẩu cho nhiều nước trên thế giới. Ấn Độ là nước có sản lượng sữa trâu lớn nhất thế giới, mỗi năm đạt 30 triệu tấn, ở Ấn Độ, giống trâu này được đánh giá cao vì cho nhiều sữa và thường có giá ở Ấn Độ từ 100.000–200.000 rupee mỗi con. Trong đó có cá thể có thể cho ra 28 lít sữa mỗi ngày với giá 2,5 triệu rupee (41.000 USD). Đây được xem là mức giá đắt nhất mà người ta từng trả cho một con trâu.
Trong khi trâu cái Việt Nam đạt lượng sữa cao nhất 730–832 kg trong một chu kỳ cho sữa thì giống trâu sữa Ấn Độ mỗi ngày có thể cho 20 lít sữa với tỷ lệ 6–8%, cá biệt có những con cho tới 4.500 lít trong một chu kỳ cho sữa và chu kỳ cho sữa dài nhất đến 375 ngày, tỷ lệ mở sữa trung bình là 7%. Sữa trâu giá trị cao hơn sữa bò, hàm lượng bơ đến 70% trong khi sữa bò 30, 40%, nhiều nhất là 50%; đạm đến 7%, sữa bò cao nhất 5–6 %.
Sữa trâu có vẻ sệt hơn sữa bò, Sữa trâu chứa ít cholesterol (0,65 mg/g) nghĩa là ít hơn sữa bò có tới 3,14 mg/g cholesterol.Sữa trâu chứa nhiều protein, casein, albumin, globulin hơn sữa bò. Hiệu năng protein (PER, Protein efficiency ratio) của sữa trâu là 2,74 trong khi sữa bò là 2,49. Tỉ lệ protein trong sữa trâu cao hơn sữa bò đến 11,42%. Chất khoáng của sữa trâu hơi giống với sữa bò, ngoại trừ phosphorus của sữa trâu cao gấp hai lần sữa bò. Sữa trâu thiếu sắc tố caroten còn gọi là tiền vitamin A, cho nên sữa trâu có màu trắng hơn sữa bò thường có màu hơi vàng vàng.
Tuy chứa ít caroten nhưng sữa trâu vẫn có một tỉ lệ vitamin A khá cao không thua gì sữa bò. Lý do là ở trâu, tất cả caroten của thực vật ăn vào đều được chuyển hết ra thành vitamin A để đưa vào sữa. Sữa trâu và sữa bò rất tương tợ nhau về mặt vitamin B complex và vitamin C, nhưng sữa trâu có khuynh hướng chứa ít riboflavin hơn sữa bò. Sữa bò có crème màu vàng lợt và mỡ vàng sậm, sữa trâu thì trắng hơn sữa bò một cách thật rõ rệt. Qua cách hấp khữ trùng ở nhiệt độ cực cao UHT (ultra hight temperature), sữa trâu và phần crème vẫn trắng, sữa lại có vẻ sệt hơn nhờ vào số lượng lớn Ca và Phoshorus được chuyển hóa ra thành dạng keo (colloidal form). Sữa trâu rất thích hợp để làm chất trắng (whitener), dùng pha vào trà hay cà phê.
Trâu sữa có thể nuôi theo quy mô gia đình hoặc trang trại. Kỹ thuật luyện vú: Khi trâu cái hậu bị có chửa ở những tháng cuội, hàng ngày xoa bóp nhẹ nhàng bầu vú để kích thích sự phát triển của bầu vú và làm trâu quen với việc vắt sữa sau này. Dùng khăn bông mềm hoặc khăn xô sạch nhúng vào nước ấm 37–40°C xoa xung quanh bầu vú và từng núm vú nhiều lần, sau đó lau khô. Chuẩn bị sẵn sàng dụng cụ vắt sữa như khăn lau vú, nước ấm, xô đựng sữa, khăn lọc sữa, thùng chứa đầy đủ, sạch sẽ. Đưa trâu vào nơi vắt sữa quy định, buộc đuôi, dùng khăn sạch nhúng nước ấm khoảng 40oc lau bầu vú và từng núm vú nhẹ nhàng, kích thích đến khi sữa xuống căng thì bắt đầu vắt.
Đầu tiên vắt hai vú trước rồi đến hai vú sau. Bắt đầu vắt nắm đến khi sữa gần hết thì có thể vắt vuốt để nặn hết sữa trong bầu vú tránh không cho vi sinh vật xâm nhập gây viêm vú. Trong quá trình vắt giữ nhịp độ vắt đều, nhanh, liên tục. Trước khi Kết thúc dùng khăn ấm vắt thật khô lau kích thích một lần nữa, vắt thật kiệt sữa trong vú. Khi sữa đã thật kiệt lau vệ sinh lần cuối và dùng khăn lau khô vú. Số lần vắt sữa trâu một ngày hai lần vào buổi sáng (5–6 giờ) và buổi chiều (4–5 giờ), huấn luyện và ổn cạnh để tạo phản xạ có điều kiện cho trâu.

## Ở Việt Nam
Giống trâu Murrah được nhập vào Việt Nam từ năm 1958. Sau đó, con trâu này là món quà của Thủ tướng Ấn Độ – bà Gandhi tặng Thủ tướng Phạm Văn Đồng sau năm 1975. Ấn Độ tặng Việt Nam 502 con trâu Murrah (trong đó tặng riêng cho Phạm Văn Đồng hai con), Phạm Văn Đồng đã giao đàn trâu này lại cho Hồ Giáo, ông Giáo đã chọn được ba con trâu cho sữa ngay và hai con khác đang mang thai đưa về Quảng Ngãi. Hồ Giáo đã chăm sóc đàn trâu Murrah sinh sôi, nảy nở đến 30 con, rồi chuyển giao cho nhân dân các huyện, chỉ giữ lại bốn con để chăm sóc.
Mục đích phát triển đàn trâu Murrah là sức kéo và sữa. Nhưng đồng ruộng bây giờ đã dùng máy, rất ít nơi cày bằng trâu, nên trâu dù hay đến bao nhiêu cũng đâu có ai cần đến nữa. Việc phát triển đàn trâu Murrah với mục tiêu ban đầu chỉ để lấy sữa không còn phù hợp. Hiện nay có dự án lai tạo đàn trâu với trâu nội Việt Nam để cải tạo giống trâu nội nhưng rất khó khăn do trâu Murrah không chịu giao phối với trâu nội, mỗi lần ghép phối thì trâu đực Murrah lại không muốn giao phối với trâu nái ta. Người ta phải nuôi ghép nghé đực Murrah với nghé cái nội nhưng sau gần 2 năm, trâu đực ngoại vẫn không giao phối.
Từ đó buộc phải chuyển sang giai đoạn thụ tinh nhân tạo bằng tinh cọng rạ. Kết quả thành công. Việc dẫn tinh trâu Murrah đông lạnh cọng rạ không chỉ cho tỷ lệ thụ thai đạt cao mà tầm vóc, khối lượng của nghé con lai F1 đều cao hơn 20–25% so với nghé con nội. Tinh cọng rạ trâu Murrah đã được lai tạo trên đàn trâu thuộc các tỉnh Thanh Hóa, Hà Tĩnh, Thái Nguyên, Bắc Giang trâu lai có trọng lượng lớn, tăng trọng nhanh, thích nghi tốt với điều kiện môi trường chăn nuôi tại địa phương, có khả năng tăng khối lượng từ 10–15 % so với trâu nội, chất lượng thịt cũng cao hơn, nuôi 8–12 tháng đạt 180 – 200 kg.
Nghé con ra đời to hơn hẳn nghé nội trước đây tới nửa yến. Nuôi được chừng một năm thì trọng lượng đã đạt trên dưới một tạ. Nghé lai to cao và đẹp mã hơn nghé nội, sau gần 2 năm chăn nghé lai chúng cũng mang hầu hết những ưu điểm của con mẹ về sự thích nghi với điều kiến chăn thả, khí hậu tại Việt Nam trọng lượng của nghé tăng trưởng rất nhanh. Trâu lai F1 có trọng lượng cao hơn 20–25% so với trâu nội. Nếu trâu đực F1 phối giống trực tiếp với trâu nái nội thì trâu con cũng có trọng lượng cao hơn 15–20%. Điều đặc biệt là cả hai đời nghé lai F1 hay F2 đều sinh trưởng, phát triển và sinh sản bình thường như trâu nội.

## Trung Quốc
Tại Trung Quốc, kỹ nghệ chăn nuôi nông phẩm đã biến trâu cày thành trâu sữa, vì sữa trâu có giá trị dinh dưỡng rất cao. Các nhà chăn nuôi Trung Quốc đã nỗ lực vào những công trình nghiên cứu hầu tạo đàn trâu cày khoảng 20 triệu con dư ra sau khi nước này cơ giới hóa nông nghiệp, trâu cày giờ đây được biến thành trâu sữa. Phương pháp này được thực hiện bằng cách cấy bào thai trâu sữa có phẩm chất tốt vào bụng trâu cày cái.
Trung Quốc đã du nhập 55 con trâu Murrah và 50 con trâu Niri-Raphi, họ đã nghiên cứu đã dùng phương pháp hợp giao truyền thống để tạo ra được giống trâu mới thích hợp với điều kiện tự nhiên cho nhu cầu địa phương, nhưng tốc độ tạo giống khá chậm, không thể thực hiện nhanh hơn như việc ghép giống trâu sữa cho nhu cầu giống tốt tại địa phương được. Hiện Quảng Tây là nơi có lượng trâu lớn nhất Trung Quốc. Theo dự tính thì Quảng Tây sẽ bỏ ra 10 năm để trâu sữa hóa toàn bộ đàn trâu cày hiện nay, khiến giá trị của đàn trâu mới sẽ lên tới 12 tỷ Trung tệ.